# 工曹
工曹（コンジョ）は、朝鮮において、高麗末から李氏朝鮮にかけて置かれた行政機関。公共事業その他の社会事業を管轄していた。正二品衙門。六曹の一つ。1392年（太祖元年）に光化門の南に設置され、1894年（高宗31年）の甲午改革で工務、農商務衙門に改称された。土木工事、工芸品製作、山林と沼沢管理、交通業務に関連した部分を担当した。 現在の国土海洋部、知識経済部に相当する。

## 構成
| 品階  | 官職 | 定員 | 備考 |
| ----- | ---- | ---- | ---- |
| 正2品 | 判書 | 1名  |      |
| 従2品 | 参判 | 1名  |      |
| 正3品 | 参議 | 1名  |      |
| 正5品 | 正郎 | 3名  |      |
| 正6品 | 佐郎 | 3名  |      |

## 配下
- 衣院
- 繕工監
- 修城禁火司
- 典涓司
- 掌苑署
- 造紙署
- 瓦署